# Vittorio Marandola
Vittorio Marandola (Cervaro, 24 agosto 1922 – Fiesole, 12 agosto 1944) è stato un carabiniere italiano, medaglia d'oro al valor militare alla memoria.

## Biografia
Figlio di Angelo e Angela Marandola, ebbe tre fratelli. La sua famiglia era proprietaria di alcuni piccoli terreni proprio in contrada "Marandola" a Cervaro. Vittorio riuscì ad aiutare i genitori nell'attività di contadino, e allo stesso tempo completò brillantemente gli studi conseguendo la licenza di avviamento professionale a Cassino e scelse di diventare carabiniere.
Si presentò quindi alla Stazione Carabinieri di Cervaro, il cui comandante ne accettò la richiesta e la inoltrò a Roma, dove Marandola venne presto chiamato presso la Scuola Allievi Carabinieri della Capitale. Dopo l'addestramento, fu nominato carabiniere effettivo venendo destinato alla Stazione Carabinieri di Fiesole.La Stazione Carabinieri di Fiesole, oltre al Comandante Vice Brigadiere Amico era composta anche dai Carabinieri Sebastiano Pandolfo e Pasquale Ciofini, tutti solidali nella lotta patriottica. Essi riuscivano ad adempiere con relativa tranquillità ai loro compiti di ordine e sicurezza pubblica, così come la popolazione di Fiesole, pur tra tanti problemi connessi alla guerra, non ultimi la carenza di cibo e la sovrappopolazione dovuta alla presenza di molti sfollati, era in grado di vivere con una serenità almeno accettabile. 
Ma l'approssimarsi del fronte stravolse ben presto la vita cittadina. Il 27 luglio giunse segretamente a Fiesole una staffetta partigiana, un diciannovenne con nome di battaglia "Bomba", che i militari dell'Arma dovevano proteggere quando, il giorno successivo, avrebbe dovuto consegnare ad altri combattenti un dispaccio segreto da far pervenire al Comando di Brigata a Monte Giovi. Il 28 luglio, ai bordi della strada della frazione di San Clemente, luogo fissato per lo scambio del messaggio, il Vice Brigadiere Amico fece appostare i Carabinieri Pandolfo, Ciofini e Sbarretti, assieme alla staffetta "Bomba".
Purtroppo, durante l'attesa dell'arrivo dell'incaricato per il prelievo, intorno alle dieci del mattino, transitò un plotone motorizzato della Wehrmacht; resisi conto della presenza quantomeno sospetta dei quattro, pur in abiti borghesi, i militari tedeschi scesero dai mezzi e, risultato vano l'invito alla resa intimato loro, aprirono il fuoco per uccidere o almeno catturare quelle persone a loro sconosciute. I nostri, però, non si persero d'animo e risposero al fuoco: alla fine dello scontro, un militare tedesco rimase ucciso mentre il Carabiniere Pandolfo ed il partigiano "Bomba", feriti in più parti del corpo, furono catturati. Mentre Sbarretti e Ciofini riuscivano avventurosamente a consegnare il dispaccio ai partigiani incaricati della missione, nel frattempo sopraggiunti, e a rientrare in caserma, i due sventurati prigionieri furono condotti in una fattoria, torturati tutto il giorno, senza successo, con metodi particolarmente crudeli, al fine di conoscere i nomi dei loro due complici. Il giorno 30 il Carabiniere Sebastiano Pandolfo subirà la fucilazione: alla sua memoria sarà concessa la Medaglia d'Argento al Valor Militare.
Analoga drammatica fine toccherà, il giorno successivo, al giovane "Bomba".
La morte del Carabiniere Pandolfo, già di per se stessa nefasta, comportò ulteriori problemi: la partecipazione di un carabiniere di Fiesole ad attività antitedesche gettava gravi sospetti su tutta la compagine locale dell'Arma.
Molto limitati furono i risultati delle giustificazioni del Vice Brigadiere Amico, il quale asserì che il Pandolfo si era allontanato arbitrariamente dal Reparto alcuni giorni prima; ma oramai gli oppressori non si fidavano più dei Carabinieri e la situazione diventava sempre più tesa ed irta di pericoli.
Infatti, i primi di agosto, in coincidenza con l'avanzata delle Forze alleate su Firenze, il Comando nazista di Fiesole attuò ulteriori deportazioni degli uomini di età compresa tra i 17 e i 45 anni, destinandoli per la maggior parte al lavoro pesante (costruzione di bunker e scavo di trincee) per la predisposizione della Linea Gotica. Nel frattempo, il Vice Brigadiere Amico, avuto sentore che il Carabiniere Ciofini stava per essere arrestato a causa della sua partecipazione al conflitto a fuoco di San Clemente, lo allontanò velocemente consentendogli di aggregarsi alla V Brigata e continuare così la sua attività antinazista. Purtroppo il clima peggiorava. il 6 agosto il Vice Brigadiere Amico, alla fine inviso ai nazifascisti, fu arrestato ed avviato al Passo del Giogo e, quale ulteriore provvedimento cautelativo, il 10 agosto i militari nazisti catturarono dieci civili da tenere come ostaggi, per terrorizzare la popolazione locale ed evitare che venissero consumati attentati ai loro danni. Allora a Fiesole rimanevano solo donne e bambini, in quanto i pochi uomini che erano sfuggiti alle deportazioni e agli arresti si erano nascosti nelle montagne circostanti o per salvarsi la vita o per collaborare con la Resistenza.
All'eroico Carabiniere sono intitolate le caserme sedi delle Stazioni di Sabaudia (LT), Cervaro (FR)
A Fiesole, il 12 agosto 1944, Marandola con i commilitoni Fulvio Sbarretti e Alberto La Rocca sacrificò la propria vita pur di salvare quella di molti civili fiesolani. Il gesto di altruismo di Marandola e dei suoi due colleghi, è ricordato nella motivazione della decorazione al valore concessa alla sua memoria. A Marandola vennero intitolati il 145º e il 173º corso allievi carabinieri ausiliari.